# Casa a la carretera de Camprodon
La Casa a la carretera de Camprodon és una obra de Sant Joan de les Abadesses (Ripollès) protegida com a Bé Cultural d'Interès Local.

## Descripció
Edifici de tres plantes entre mitgeres. La façana principal té, a la planta baixa, tota una sèrie de carreus regulars a mode de sòcol; a la primera i a la segona planta, en canvi, hi ha motllures de pedra per separar visualment ambdós pisos, que tenen la seva façana arrebossada i pintada de color salmó. A la façana posterior hi ha galeries porxades. Tot el conjunt està cobert per una teulada a dues aigües, d'on sobresurt una petita torre o mirador.